# Lamont Strothers
William Lamont Strothers (Nansemond County, Virginia, 10 de mayo de 1968) es un exjugador de baloncesto estadounidense. Con 1.93 metros de estatura, jugaba en la posición de escolta. Jugó en los Portland Trail Blazers y en los Dallas Mavericks de la NBA, pero la mayor parte de su carrera la desarrolló en ligas menores de su país y en clubes en el extranjero. 

## Trayectoria

### Clubes
| Club                   | País           | Año         |
| ---------------------- | -------------- | ----------- |
| Portland Trail Blazers | Estados Unidos | 1991 - 1992 |
| Iraklis Salónica       | Grecia         | 1992        |
| Yakima Sun Kings       | Estados Unidos | 1992        |
| Dallas Mavericks       | Estados Unidos | 1993        |
| Yakima Sun Kings       | Estados Unidos | 1993        |
| Rochester Renegade     | Estados Unidos | 1993        |
| Quad City Thunder      | Estados Unidos | 1993        |
| Tri-City Chinook       | Estados Unidos | 1993 - 1994 |
| Rockford Lightning     | Estados Unidos | 1994        |
| Cariduros de Fajardo   | Puerto Rico    | 1994        |
| Maccabi Ramat Gan      | Israel         | 1994 - 1995 |
| Cariduros de Fajardo   | Puerto Rico    | 1995        |
| Maccabi Jerusalén      | Israel         | 1995        |
| CRO Lyon Basket        | Francia        | 1995 - 1996 |
| Darüşşafaka S.K.       | Turquía        | 1996        |
| Capitanes de Arecibo   | Puerto Rico    | 1996        |
| Darüşşafaka S.K.       | Turquía        | 1996 - 1997 |
| San Miguel Beermen     | Filipinas      | 1997        |
| Capitanes de Arecibo   | Puerto Rico    | 1997        |
| Darüşşafaka S.K.       | Turquía        | 1997 - 1998 |
| San Miguel Beermen     | Filipinas      | 1998 - 1999 |
| Cáceres CB             | España         | 1999        |
| San Miguel Beermen     | Filipinas      | 1999 - 2000 |